# متحف ألمانيا الشرقية

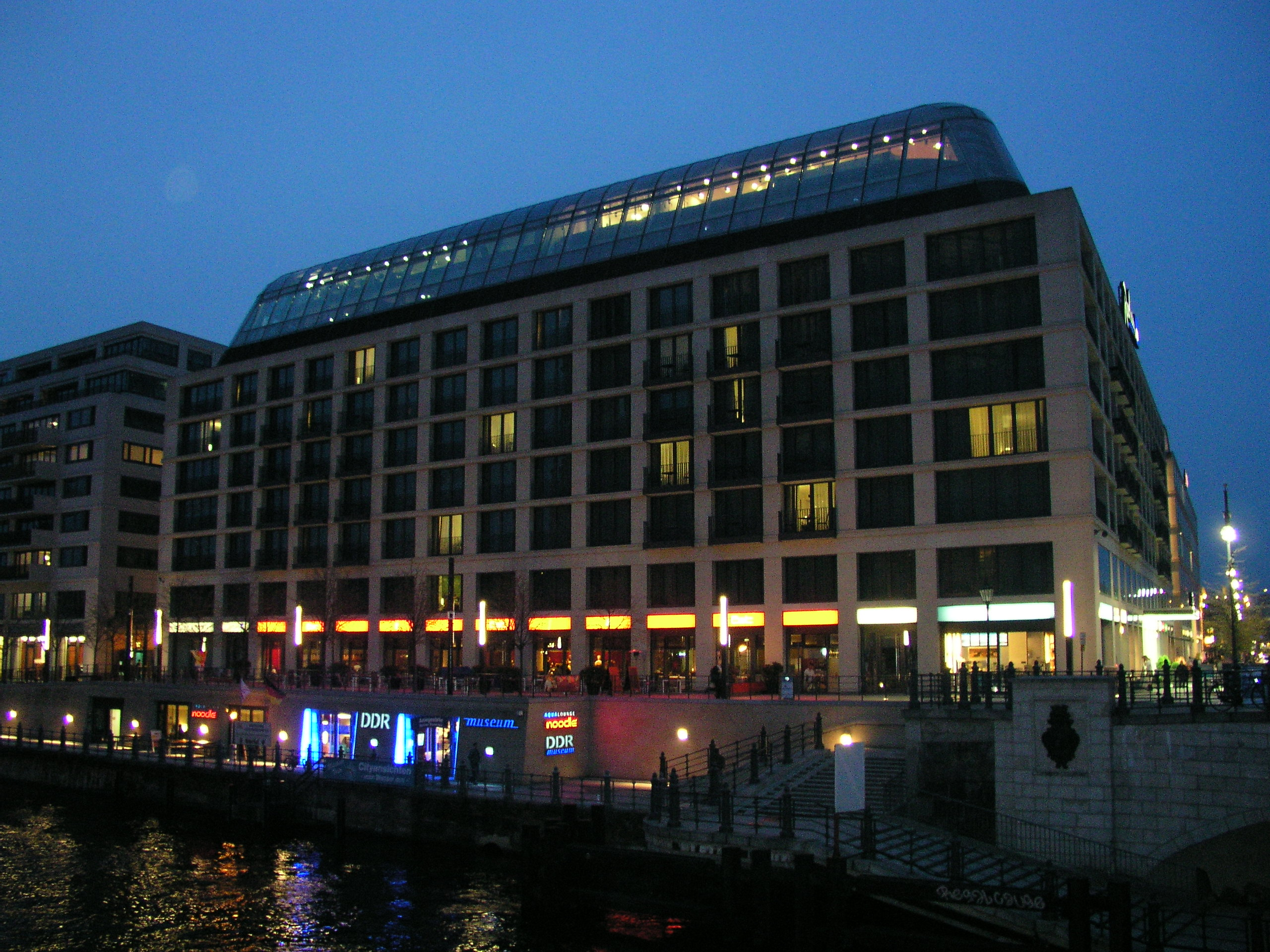
صورة عامة لمبنى متحف ألمانيا الشرقية

متحف ألمانيا الشرقية أو المعروف بمتحف الDDR اختصاراً لجمهورية ألمانيا الديموقراطية (بالألمانية: " Deutsche Demokratische Republik") هو متحف تفاعلي موجود في قلب برلين، والمتحف الوحيد الذي يعرض معروضات خاصة بألمانيا الشرقية فقط. يقع المتحف في المنطقة الحكومية التابعة لألمانيا الشرقية، ويطل مباشرة على نهر شبريه مقابل كاتدرائية برلين.
المعرض الدائم في المتحف لا يظهر فقط الجرائم التي قامت بها وزارة الأمن الداخلي السابق (بالألمانية: " Ministerium für Staatssicherheit ") وفرق حماية جدار برلين العازل، بل ويظهر أشكال الحياة اليومية في ألمانيا الشرقية.
تم تكبير المتحف في عام 2010 وتضاعفت مساحة العرض الأصلية إلى الضعف. والجدير بالذكر أن المتحف يظهر جوانب مختلفة للحياة في ألمانيا الشرقية مع تركيز أكبر على النظام البيروقراطي الذي كان سائداً في ذلك الوقت، هذا ويبرز نظام حياة حزب الوحدة الاشتراكي، ومواضيع مثل الأوضاع الحكومية، والاقتصادية، والجيش الجمهوري الشعبي، والولايات الأخوية، والأيدولوجيات المختلفة، ونظام المعارضة السابق كلها يمكن للزائر لهذا الجزء من المتحف التعرف عليها أكثر. 

## المبدأ

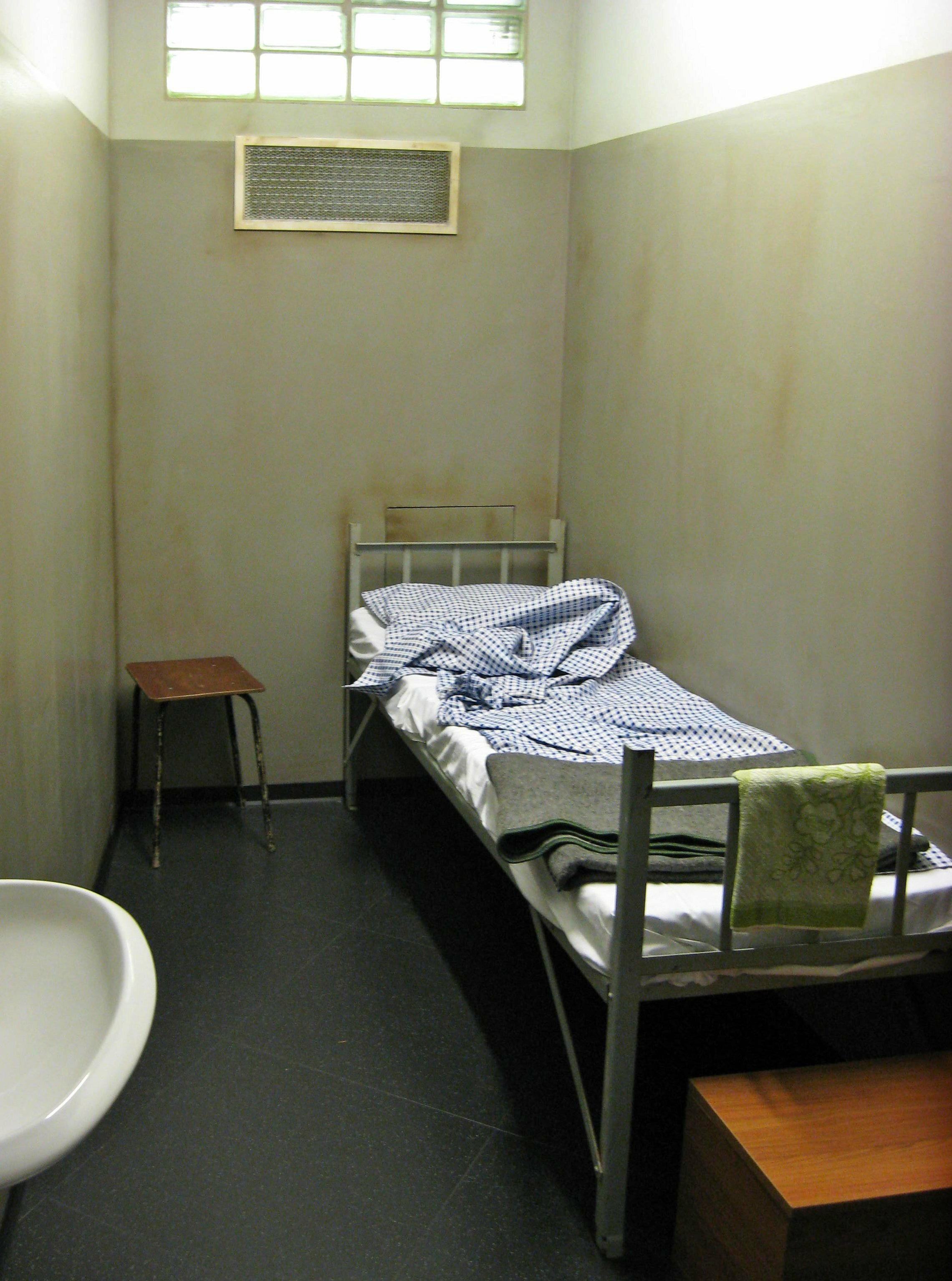
صورة لأحد غرف السجون في ظل الحكم السابق

شعار المتحف «تاريخ يحس ويلمس» يمكن أن يشعر فعلاً في المتحف. فمثلاً يدخل الزوار إلى مجسم لمبنى شاهق تابع لألمانيا الشرقية بمقياس رسم 1:20 ويتخلل الزيارة بعض الاثارة بوجود بعض الأسرار داخل المبنى في الأدراج والخزائن كما كان يحدث في فترة حكم الحزب الاشتراكي بالإضافة إلى أن المعروضات يمكن تلمسها، حيث أن المطبخ الذي يمثل تلك الحقبة من الزمن ما زال يحافظ على رائحة الطعام الذي كان يطبخ. كما أن السيارة الشهيرة في عصر الحكم الألماني الجمهوري الديموقراطي المسمى بالترابي (بالألمانية: "Trabi") ما زالت موجودة ويمكن للزوار باقيام برحلة على متنها.
هذا ومن الجدير بالذكر أن معظم المعروضات الموجودة في المتحف تم التبرع بها من قبل أشخاص عاديين. 
بالتعاون مع تاريخيين عديدين وتحت القيادة العلمية لدكتور ستيفن وولي يتطلع المتحف لحفظ الجوانب العديدة التاريخ الاجتماعي الألماني، بالإضافة إلى إعطاء نظرة عامة عن ألمانيا الشرقية.
تم افتتاح المتحف في 15 يوليو 2006 كمتحف خاص إلا أن التمويل الخاص للمتاحف غير منتشر في ألمانيا نظراً إلى ان معظم المتاحف تمول من قبل الحكومة وقد لاقى المتحف معارضة من قبل بعض المتاحف الحكومية التي رأته كمشكلة قد تؤدي إلى أن توقف الحكومة دعمها المادي للمتاحف العامة. 
وقد رشح المتحف لجائزة أفضل متحف في أوروبا عام 2008.